# توبياس مور
توبياس مور (بالألمانية: Tobias Mohr) هو لاعب كرة قدم ألماني، ولد في 24 أغسطس 1995 في آخن في ألمانيا. لعب مع غرويتر فورت.

## وصلات خارجية
- توبياس مور على موقع قاعدة بيانات كرة القدم.إي يو (الإنجليزية)
- توبياس مور على موقع Soccerway.com (الإنجليزية)
- توبياس مور على موقع عالم كرة القدم.نت (الإنجليزية)